# Karla Erjavec
Karla Erjavec (Zagabria, 17 giugno 1999) è una cestista croata.
È la figlia di Mladen Erjavec.

## Carriera
Con la Croazia ha disputato i Campionati europei del 2021.